# Hauptstrasse 386
Die Hauptstrasse 386 ist eine Strassenverbindung im Kanton Schwyz in der Schweiz. Sie führt vom Verkehrsknoten Biberbrugg als Abzweigung von der Hauptstrasse 8 durch das obere Sihltal bis nach Oberiberg sowie nach Weglosen in der Gemeinde Unteriberg.

## Verlauf
Die Hauptstrasse beginnt bei der kreuzungsfrei ausgebauten Abzweigung von der Schwyzerstrasse (Hauptstrasse 8) neben dem Bahnhof Biberbrugg. Das Flusstal der Alp liegt im Landschaftsschutzgebiet Glaziallandschaft Lorze – Sihl mit Höhronenkette und Schwantenau, das im Bundesinventar der Landschaften und Naturdenkmäler von nationaler Bedeutung verzeichnet ist.
Die Strasse überquert die Biber und kurz darauf die Alp, der sie bis nach Einsiedeln folgt. Diese Ortschaft umgeht sie mit der direkten Umfahrung nach Gross, die in den 1970er Jahren gebaut wurde. Am Horgenberg wird die Strasse vom Fernwanderweg der Pilgerroute nach Einsiedeln gekreuzt.
In der Entstehungszeit des künstlich gestauten Sihlsees in den 1930er Jahren wurde die Strasse an mehreren Stellen verlegt, damit sie über dem geplanten Seespiegel liegt. Südlich von Gross durchquert die Route das national bedeutende Amphibienschutzgebiet «Sihlsee Steinbach (Lukasrank)». Östlich davon überquert sie den Stausee auf dem neuen Steinbachviadukt, der um 2010 den alten Viadukt aus den 1930er Jahren ersetzte.
Am oberen Seeende überquert die Hauptstrasse die Flüsse Sihl und Minster. Sie liegt in der gewässerreichen Ebene zwischen wertvollen Feuchtgebieten, die grosse, national geschützte Moorflächen und Amphibienlaichgebiete aufweisen.
In Unteriberg verzweigt sich die Hauptstrasse. Einerseits erreicht sie in südwestlicher Richtung Oberiberg, wo die Bergstrasse über die Ibergeregg anschliesst, und andererseits führt sie in südlicher Richtung, der Waag durch das Tal Loch folgend, zur Örtlichkeit Weglosen, wo sich die Talstation der Hoch-Ybrig-Bergbahn befindet.